# ジョン・ハバール
ジョン・ハバール（John Haberle、1856年 - 1933年2月3日）はアメリカ合衆国の画家である。ウィリアム・ハーネット(William Harnett: 1848–1892)やジョン・フレデリック・ピートー(John Frederick Peto: 1854-1907)とともに19世紀末のアメリカに現れた「トロンプ・ルイユ」（Trompe-l'œil、騙し絵）のスタイルを代表する静物画の画家の一人である。使い古された紙幣や、写真などを精密に再現した作品を描いた。

## 略歴
コネチカット州のニューヘイブンにドイツのシュヴァーベンからの移民の息子に生まれた。14歳で版画家の弟子になった。その後、イェール大学のイェール・ピーボディ自然史博物館の技術スタッフになり、古生物学者のオスニエル・チャールズ・マーシュの指示で標本の整備の仕事も長く続けた。1884年になってナショナル・アカデミー・オブ・デザインで絵を学び、「トロンプ・ルイユ」のスタイルの作品を知って興味を持った。
使い古された紙幣のような、かすかに折り目などが残る平面の対象物を、微妙な陰影を使って、リアルに描くのが得意であった。1890年代に描かれた「独身者の引き出し(A Bachelor's Drawer) 」は典型的なスタイルで、紙幣や切手、チケット、雑誌の切り抜きなどがリアルに描かれている。当局からは紙幣を題材に描くのを止めるように警告を受けたが、何度も紙幣を描いた。
ナショナル・アカデミー・オブ・デザインやペンシルベニア美術アカデミーの展覧会に出展し、人気を得た。ハバールの作品はこれまで絵が飾られることが少なかった書店とか酒店とかに飾られたとされる。1893年までには視力を劣化させ、細密な描写ができなくなった。

## 作品

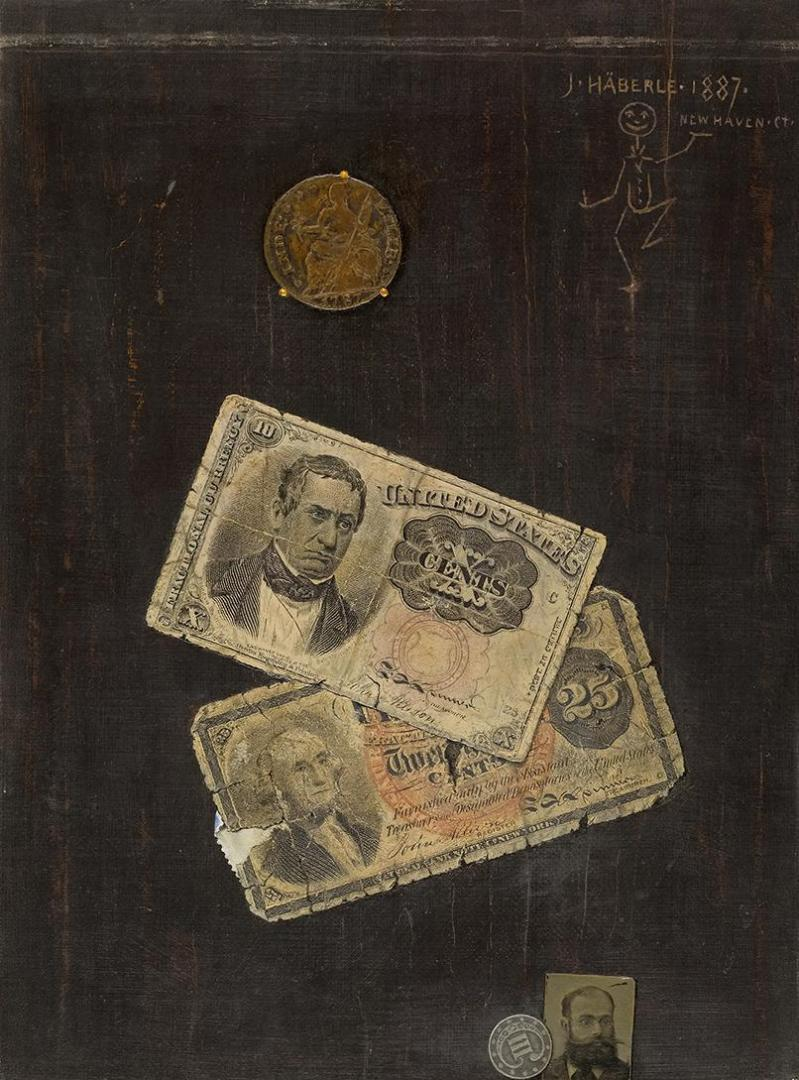
小銭
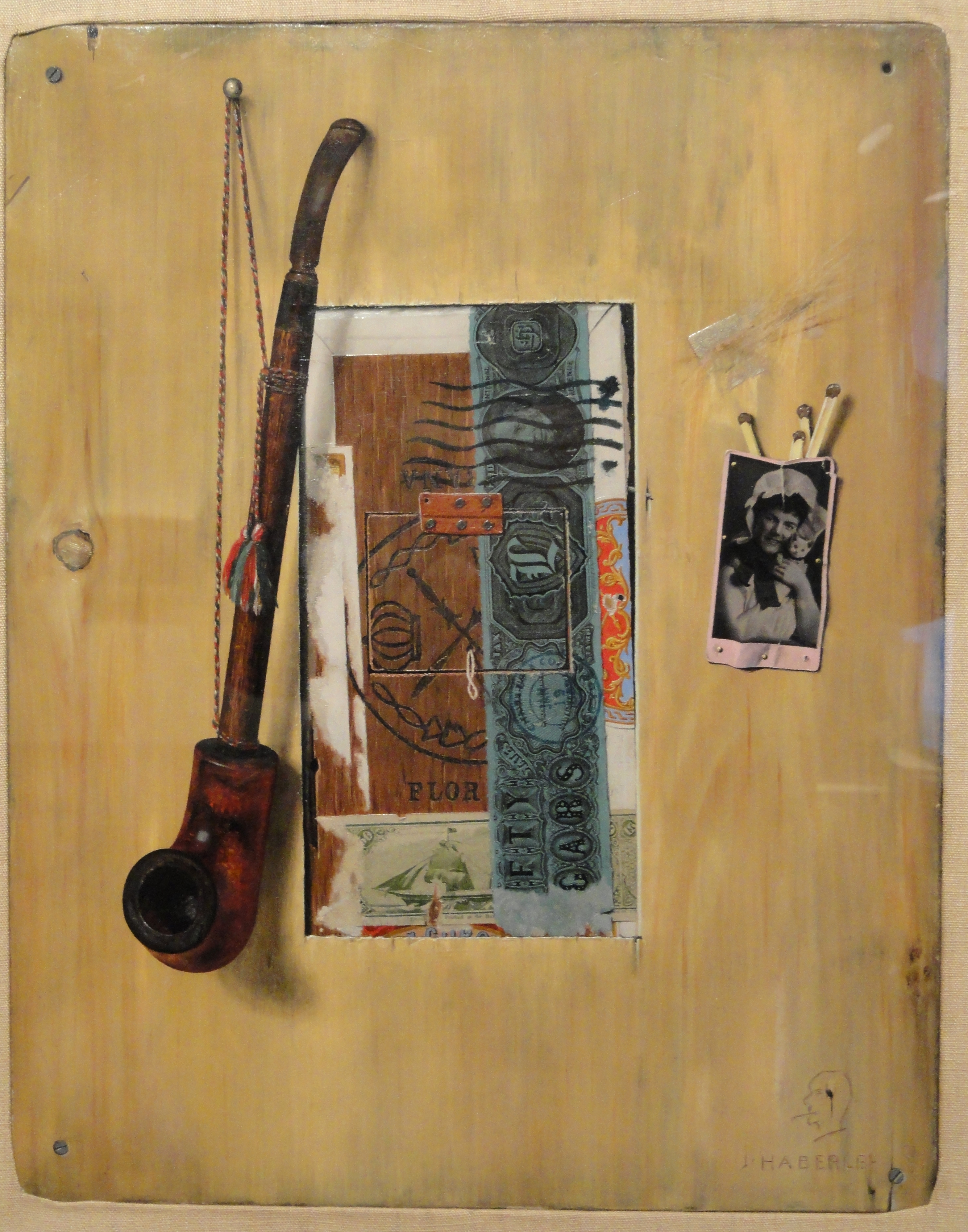
お気に入りの品物
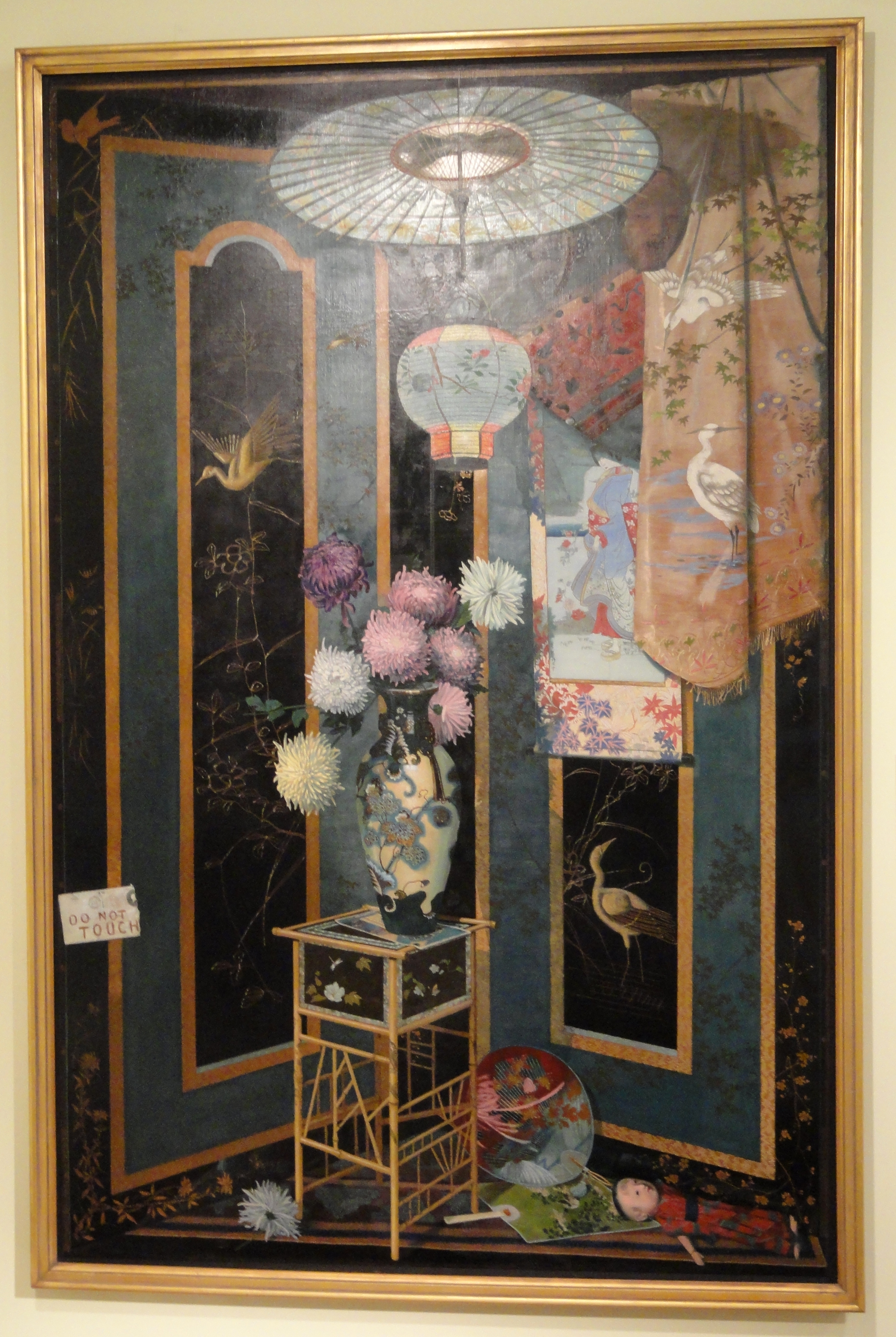
日本趣味の一角
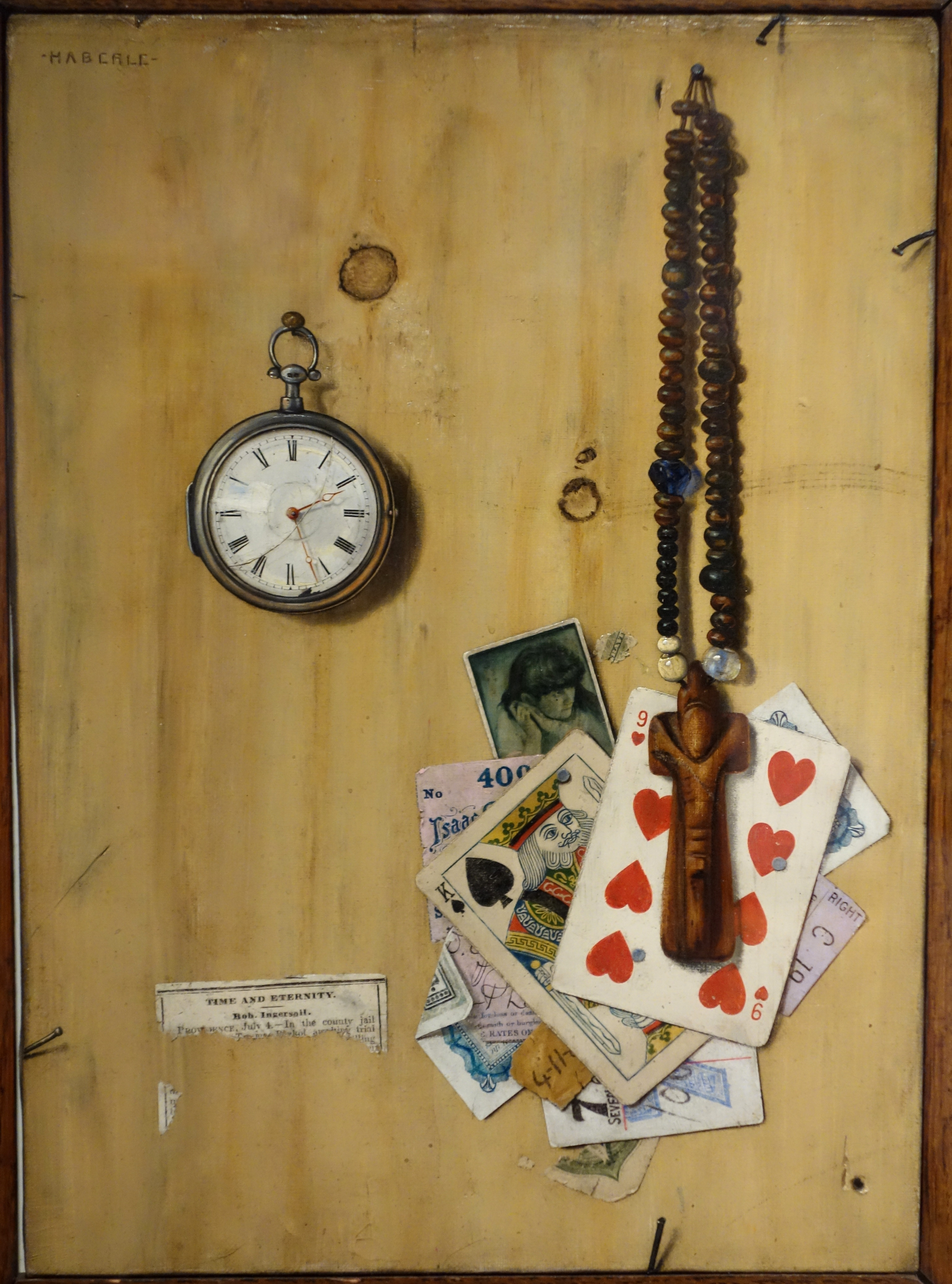
時間と永遠

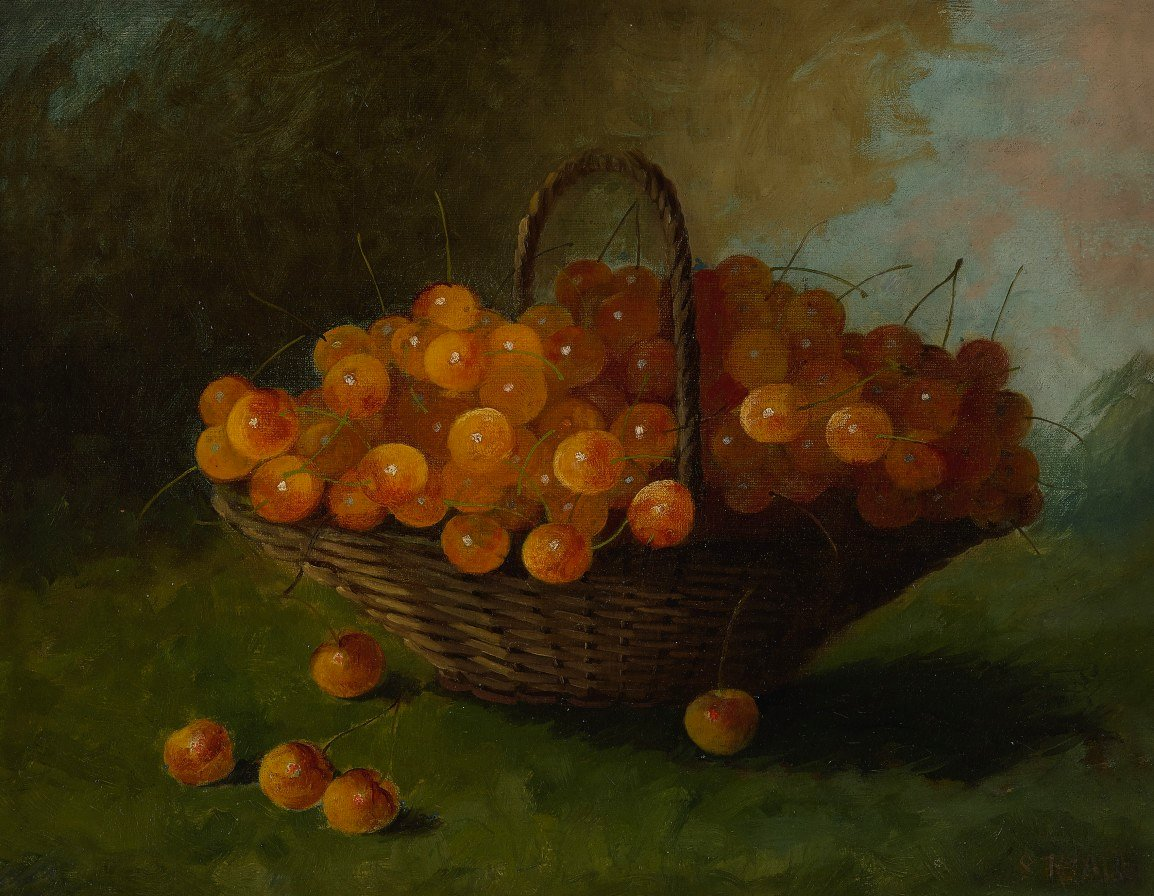
さくらんぼの籠
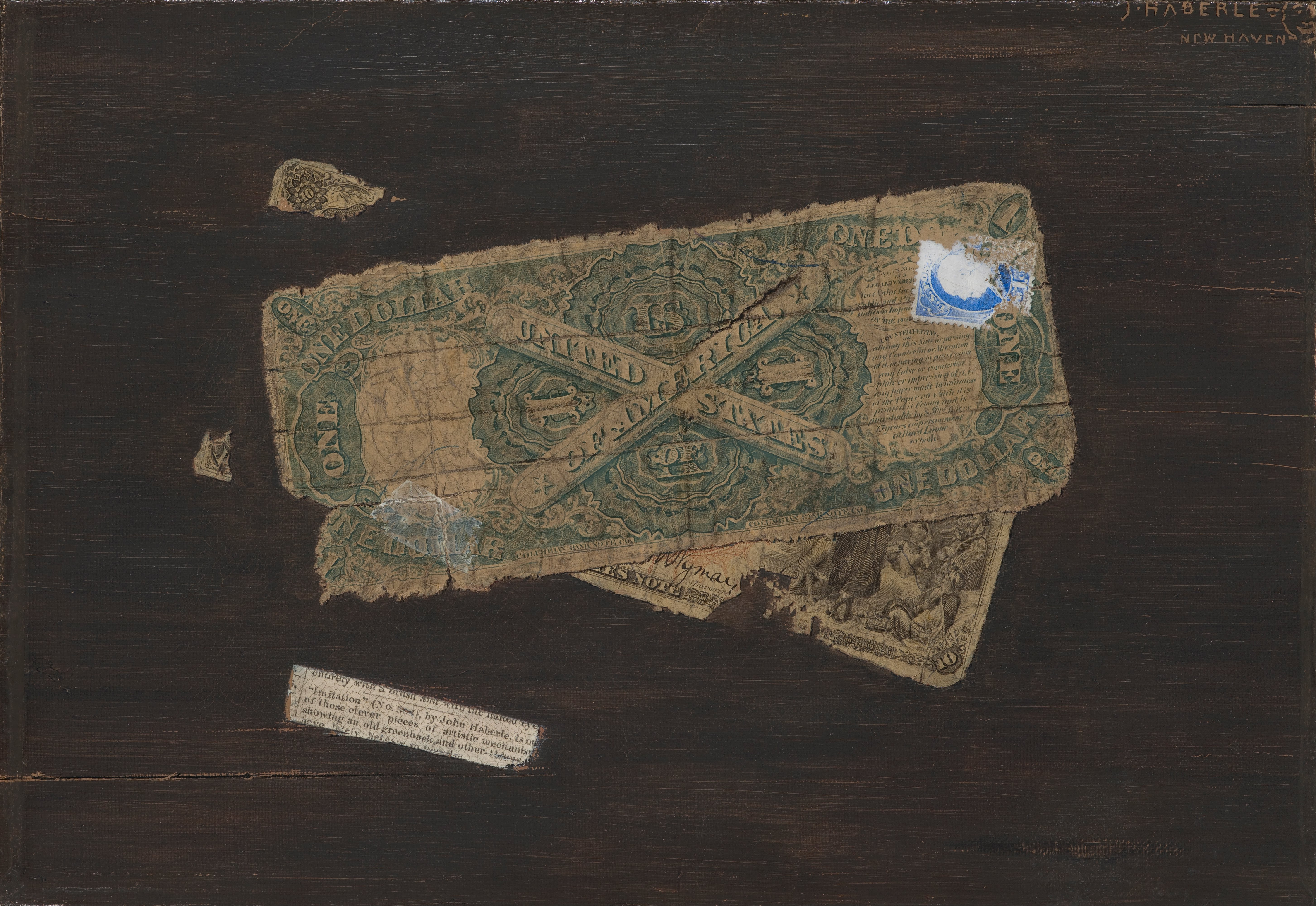
USA
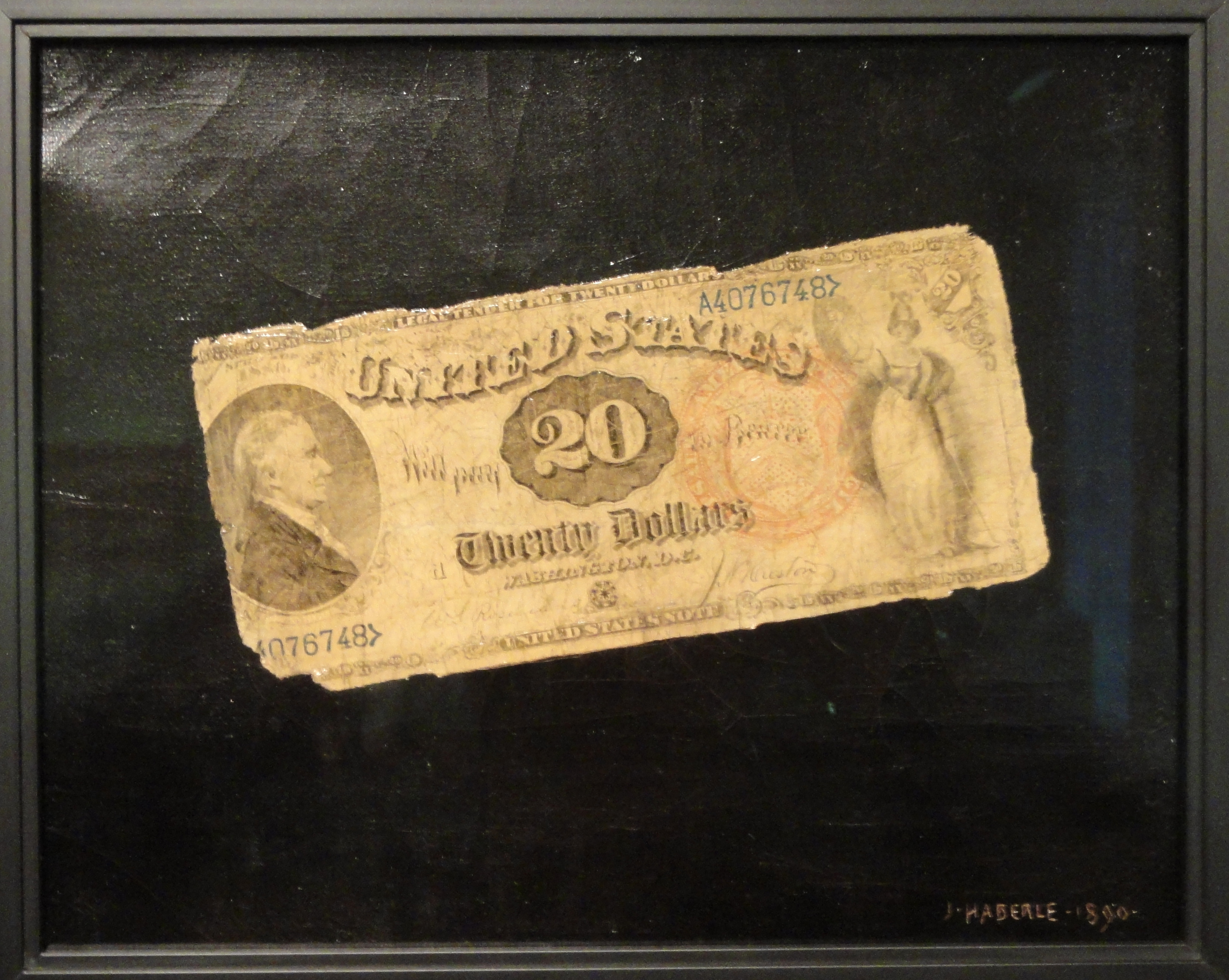
20ドル紙幣